# Franz Xaver von Neumann-Spallart
Franz Xaver Neumann-Spallart (Bécs, 1837. november 11. – Bécs, 1888. április 19.) osztrák statisztikus.

## Élete
Jog- és államtudományi tanulmányainak befejezése után 1863-ban közgazdaságtant tanított a bécsi kereskedelmi akadémián, 1869-től pedig a hadiiskolán. 1873-ban a mezőgazdasági főiskola rendes tanára lett és emellett a statisztikát is tanította a bécsi egyetemen. Élénk részt vett a nemzetközi statisztikai intézet alapításánál és annak alelnöke lett. 1871-től az Osztrák Császári és Királyi Központi Statisztikai Bizottság tagja volt. Statisztikai dolgozataiban Adolphe Quetelet irányát követte.
1886-ban az Orosz Tudományos Akadémia felvette levelező tagjai sorába.

## Főbb munkái
- Die österreichische Handelspolitik in Vergangenheit, Gegenwart und Zukunft (Bécs, 1864)
- Der landwirtschaftliche Kredit (uo., 1865)
- Die Civilisation und der witrschaftliche Fotrschritt (uo., 1869)
- Volkswirtschaft und Heereswesen (uo. 1869)
- Übersichten der Weltwirtschaft (Stuttgart, 1878-87, 5 kötet)